# 凹唇薑
凹唇薑（学名：Boesenbergia rotunda），为薑科凹唇姜属下的一个植物种，於中國和東南亞被用作草藥及香料。
凹唇薑是一種一年生作物，原產於中國雲南省南部至馬來西亞西部，生長在熱帶雨林中。其地下根莖會像香蕉、薑、高良薑和薑黃一樣長出許多分支。 這些結構積累營養，中部比頭部和底部更腫脹。 不同凹唇薑種的根莖內部有不同的顏色和香氣。 地上部分由葉柄組成，葉柄上覆蓋有鞘。 葉鞘紅色，葉片橢圓形，葉尖尖銳。 它是一種草本植物，高度為 61-91 厘米。 葉子長約 50 厘米，寬約 12 厘米。 葉柄中部有深溝。 開花時，花出現在主幹底部的葉鞘之間，並只有一朵。 花瓣是白色或淺粉色的。

## 各國別名
- 印度尼西亞語: temu kunci
- 曼尼普爾語: yai-macha

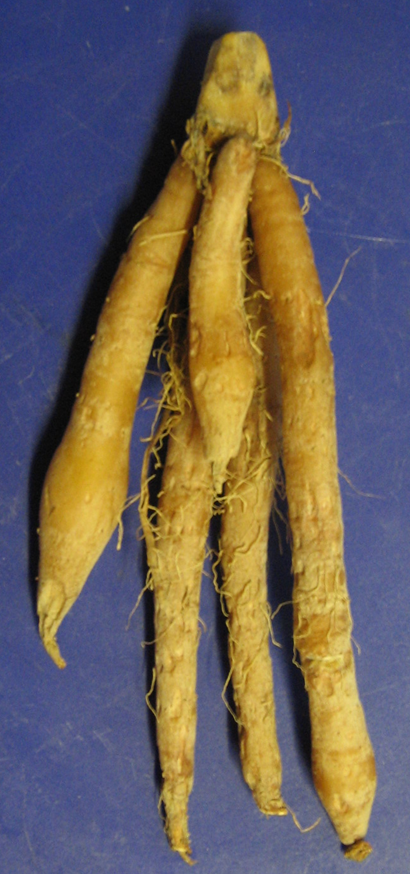
凹唇薑類似手指的根莖

- 僧伽羅語: haran kaha (හරං කහ)
- 高棉語: kcheay (ខ្ជាយ)
- 泰語: krachai (กระชาย)
- 越南語: ngải bún, nga truật
- 英語: Fingerroot（手指根）

## 應用
凹唇薑是印尼爪哇菜的常見材料。印度尼西亞、中南半島和印度的家中會種植它以提取根和根莖，以用作烹調咖哩菜餚。
在泰國飲食中，凹唇薑是魚雜咖哩（kaeng tai pla）、丛林咖喱等泰國咖哩的常見材料之一。